# میرعلی تبریزی
میر علی تبریزی (حدود ۷۸۰ ه‍.ق – ۸۵۰ ه‍.ق) با لقب قُدوة الکُتّاب (به‌معنی پیشگام خوشنویسان) فرزند میر علی سلطانی از خوشنویسان بنام و از مفاخر خوشنویسی ایرانی در سده هشتم و نهم هجری (چهاردهم و پانزدهم میلادی) است. او را واضع و مبدع خط زیبای نستعلیق می‌دانند که از قله‌های رفیع هنر ایرانی است.
از جزئیات زندگی وی اطلاعات زیادی در دست نیست؛ به جز آنکه مدتی در تبریز می‌زیسته و وفاتش به سال ۸۵۰ ه‍. ق (۱۴۴۶-۱۴۴۷ م) اتفاق افتاده است. دانشنامه بریتانیکا تولد او را حدود ۱۳۶۰ و درگذشتش را ۱۴۲۰ میلادی هر دو در تبریز ذکر کرده است.
در نیمه اول سده نهم دو نفر با نام میرعلی تبریزی می‌زیسته‌اند: یکی میرعلی بن الیاس تبریزی و دیگری میرعلی بن حسن تبریزی که میر علی فرزند حسن را بنیان‌گذار خط نستعلیق می‌دانند.

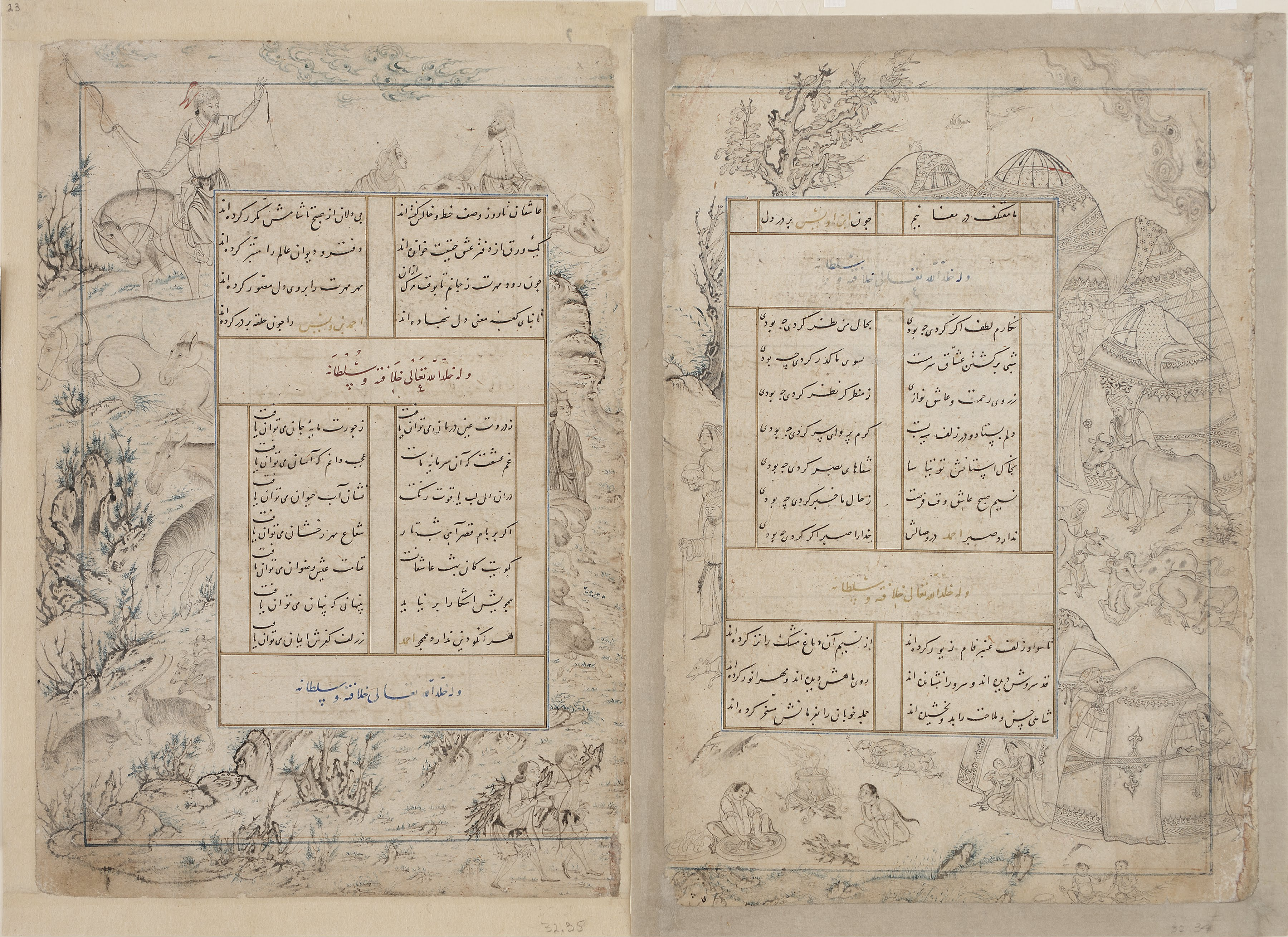
برگی از کتاب دیوان سلطان احمد جلایر، نگارگری حاشیه کتاب از جنید نگارگر، خوشنویسی از میرعلی تبریزی، نگاشته شده به بغداد در حدود ۱۴۰۵ میلادی.

هرچند پیش از زمان میرعلی تبریزی نیز در برخی از دست نبشته‌ها و اسناد نوعی خط بسیار نزدیک به نستعلیق دیده می‌شود ولی میرعلی تبریزی بود که این خط را به صورت مستقلی عرضه نمود و به آن هویتی آشکارا داد و دارای قواعدی مشخص کرد. از این رو استادان بعدی، ابداع خط نستعلیق را به او نسبت داده‌اند. به هر حال می‌توان گفت که اگر میرعلی واضع این خط نباشد او بود که به این خط روش روشن داد.
| نسخ تعلیق اگر خفی و جلی است |  | واضع الاصل خواجه میرعلی است |

گفته می‌شود میرعلی از ترکیب دو خط نسخ و تعلیق خط زیبایی پدید آورد که در ابتدا به «نسختعلیق» و سپس موسوم به نستعلیق گردید و همان است که اکنون خط زیبای پارسی بدان نوشته می‌شود. در رساله‌های قدیمی خوشنویسی داستانی نقل شده که میرعلی شبی در خواب، پرواز غازها را دید و حرکات سیال نستعلیق را از حرکات نرم بدن این پرندگان هنگام پرواز الهام گرفت.
شکل اولیه خط نستعلیق و ترکیبات آن در ابتدا ساده‌تر بود، اما میرعلی آن را کامل کرد. ویژگی شکل تزیینی این خط، برای نوشتن اشعار بسیار مناسب است. آرتور پوپ هنرشناس و ایران‌شناس مشهور می‌گوید: «... نَسخ، خطی کامل و متعادل است و تعلیق خطی تأثیرگذار و حاکم. با ترکیب ویژگی‌های این دو خط، نستعلیق که بسیار نوازشگر، شیک، آرام و ملایم است، به‌وجود آمده‌است. این نوع خط که ایرانی‌ها آن را ترویج داده‌اند تصویری عالی از تمدن و جهان‌دیدگی را به نمایش می‌گذارد.» ظهور نستعلیق به کاربرد خط تعلیق کاملاً پایان داد و بعدها توسط جعفر تبریزی، سلطانعلی مشهدی، میر عماد حسنی و دیگران به کمال پختگی رسید.
میرعلی که مدتی در بغداد در دربار سلطان احمد جلایر (۷۸۳-۸۱۳ ه‍. ق) بود کلیات فارسی «خواجوی کرمانی» را به تاریخ ۷۹۸ ه‍. ق به خط نستعلیق در بغداد نوشت و هرچند زبان مردم بغداد همیشه عربی بوده‌است. این نسخه‌ای از مثنوی «همای و همایون» اثر خواجوی کرمانی در کتابخانه بریتانیا به خط او موجود است.